# Trädgårdstorpsgölen
Trädgårdstorpsgölen är en före detta sjö, nu mosse, i Linköpings kommun i Östergötland och ingår i Motala ströms huvudavrinningsområde.